# Pachyurus schomburgkii
Pachyurus schomburgkii és una espècie de peix de la família dels esciènids i de l'ordre dels perciformes.

## Morfologia
- Els mascles poden assolir 20,9 cm de longitud total.[1]

## Hàbitat
És un peix de clima tropical i bentopelàgic.

## Distribució geogràfica
Es troba a Sud-amèrica: conques dels rius Amazones i Orinoco.

## Ús comercial
És important com a aliment a nivell local.

## Observacions
És inofensiu per als humans.